# CG(X)
CG(X) war ein Schiffbauprojekt der United States Navy.
Ziel war es, einen neuen Typ von Lenkwaffenkreuzer in Dienst zu stellen. CG stand für "Cruiser (with) Guided Missiles", dt.: Kreuzer mit Lenkraketen. Dem CG(X)-Projekt ging das DD(X)-Projekt voraus, das sich mit Zerstörern befasst. Die CG(X)-Schiffe sollten die auf Geschützwaffen ausgelegten DD(X)-Zerstörer in puncto Lenkwaffen ergänzen und dabei die Ticonderoga-Klasse ersetzen. Noch im Herbst 2008 gingen die offiziellen Planungen der US-Marine davon aus, dass 19 CG(X)-Schiffe die 22 Ticonderoga-Kreuzer ersetzen sollten. Die ursprüngliche Finanzplanung sah den Kauf des ersten Schiffes der neuen Klasse für 2011 vor. Im Haushaltsjahr 2009 waren noch rund 250 Millionen US-Dollar für das Vorhaben eingeplant. Der ursprünglichen Finanzplanung zufolge sollten bis 2013 etwas mehr als 9 Milliarden Dollar in die Entwicklung sowie in den Bau der ersten beiden Schiffe investiert werden. Die Kostenschätzungen für die einzelnen Schiffe bewegen sich zwischen 2,5 und 4,2 Milliarden US-Dollar.
Das Programm wurde im Jahr 2010 im Rahmen der Quadrennial Defense Review aus Kostengründen gestoppt.

## Ziele des CG(X)-Projektes

### Verteidigung gegen Bedrohungen aus der Luft
Dies sollte die Hauptaufgabe des CG(X)-Projektes sein. Mithilfe einer Weiterentwicklung des Aegis-Kampfsystems sollten die Schiffe in der Lage sein, einen Schutzschirm gegen Luftziele um sich und andere, benachbarte Schiffe und Küstenregionen zu legen. Insbesondere sollten die Schiffe ballistische Raketen im Flug bekämpfen können. Aufgrund dieser Eigenschaft wären die Schiffe vor allem als Begleitschiffe für Flugzeugträger und Zerstörer eingesetzt worden.

### Überwachung und Feinderkennung
Die CG(X)-Kreuzer sollten darüber hinaus über ein Hochleistungsradar verfügen und so Luftziele auch in großer Entfernung überwachen können. Damit sollte die Vorwarnzeit bei einem Angriff deutlich verlängert werden und die Luftraumüberwachung insgesamt deutlich verbessert werden.

### Angriff weit entfernter See-, Land- und Luftziele
Die Bewaffnung der CG(X) sollte hauptsächlich aus Lenkraketen bestehen, da die Reichweite konventionellen Projektilwaffen deutlich überlegen ist. So verfügt die RIM-67 Standard Missile 2 Boden-Luft-Lenkrakete über bis zu 370 Kilometer Reichweite. Die CG(X)-Klasse sollte über verschiedene Raketen verfügen, die See-, Land- oder Luftziele zerstören können sollten. Als Nahkampf-Ausrüstung wurden ein oder zwei kleinere Bordgeschütze eingeplant. Daneben sollten außerdem Anti-Uboot-Waffen und ein CIWS zur Raketenbekämpfung eingebaut werden.

### Reduzierte Kosten
Eines der wichtigsten Ziele war es, die Kosten des laufenden Betriebs zu reduzieren. Dies sollte durch die Verwendung moderne Technik und die Verminderung der Besatzung erreicht werden. Viele Komponenten sollte aus dem DD(X)-Projekt übernommen werden, insbesondere die Gasturbine und die Anlagen zur Energieversorgung.

### Ausstattung
Bei der Planung der Ausstattung gingen die Ingenieure davon aus, dass die Schiffe einen enormen Stromverbrauch gewährleisten müssten. Die US-Marine schätzt den Energiebedarf auf bis zu 31 Megawatt gegenüber fünf Megawatt der Ticonderoga-Klasse. Zum schnellen und umfassenden Informationsaustausch mit anderen Schiffen der Kampfverbände war ein leistungsfähiges Telekommunikationssystem vorgesehen. Dafür sollte das AEGIS-System weiterentwickelt werden. Wie auch im DD(X)-Projekt wurde der Tarnung eine wichtige Rolle zugedacht. Zu diesem Zweck sollte die Außenhaut eine besondere Form erhalten.

## Entwicklung des Programms
Im November 2001 verkündete die US-Marine den Start eines Entwicklungsprogramms für zukünftige Überwasser-Schiffe. Neben der CG(X) gehörten auch die Zerstörer der Zumwalt-Klasse und die Littoral Combat Ships zu diesem Programm. Die CG(X) sollten die ab 2021 außer Dienst gehenden Kreuzer der Ticonderoga-Klasse ersetzen.
Das Center for Naval Analyses, ein von der US-Regierung finanziertes Forschungszentrum, brachte Mitte 2007 die Idee auf, zwei verschiedene Versionen des CG(X) zu bauen. 14 Einheiten würden, etwa 14.000 Standardtonnen groß und aufbauend auf den Stealth-Prinzipien der Zumwalt-Klasse, für die Luftverteidigung der Trägerkampfgruppen und weitere konventionelle Aufgaben vorgesehen sein. Fünf weitere Schiffe würden, rund 25.000 Standardtonnen groß und mit konventionellem Rumpf gefertigt, für die National Missile Defense eingesetzt werden. Hier wäre Tarnung unnötig, da ohnehin pausenlos starke Radare in Betrieb wären und die Schiffe so leicht aufzufinden wären. Sie würden als Atomkreuzer angelegt, um den extremen Energiehunger der Radare stillen zu können.